# Roderick Davis
Roderick Hopkins Davis (conocido como Rod Davis; Cayo Hueso, Estados Unidos, 27 de agosto de 1955) es un deportista neozelandés de origen estadounidense que compitió en vela en las clases Soling y Star.
Participó en cuatro Juegos Olímpicos de Verano, obteniendo dos medallas, oro en Los Ángeles 1984 (clase Soling junto con Robert Haines y Edward Trevalyan) y plata en Barcelona 1992 (clase Star junto con Donald Cowie), el quinto lugar en Atlanta 1996 (Star) y el quinto en Sídney 2000 (Soling).
Ganó dos medallas en el Campeonato Mundial de Soling, oro en 1979 y plata en 1980.

## Palmarés internacional
| Representando a Estados Unidos |                              |                  |        |
| Juegos Olímpicos               |                              |                  |        |
| Año                            | Lugar                        | Medalla          | Clase  |
| 1984                           | Los Ángeles (Estados Unidos) | Medalla de oro   | Soling |
| Campeonato Mundial             |                              |                  |        |
| Año                            | Lugar                        | Medalla          | Clase  |
| 1979                           | Visby (Suecia)               | Medalla de oro   | Soling |
| 1980                           | Ponce (Puerto Rico)          | Medalla de plata | Soling |

| Representando a Nueva Zelanda |                    |                  |       |
| Juegos Olímpicos              |                    |                  |       |
| Año                           | Lugar              | Medalla          | Clase |
| 1992                          | Barcelona (España) | Medalla de plata | Star  |